# 32-га гвардійська танкова дивізія (СРСР)
32-га гвардійська танкова Полтавська Червонопрапорна орденів Суворова і Кутузова дивізія (32 гв. ТД, в/ч 60875) — військове з'єднання танкових військ Радянської армії, що існувало у 1945—1990 роках. Дивізія створена 20 квітня 1957 року, як 14-та гвардійська мотострілецька дивізія на основі 14-ї гвардійської механізованої дивізії у місті Ютербог, Східна Німеччина. Дивізія відносилась до розгорнутих першого ешелону, тому була укомплектована особовим складом і технікою майже на 100% від штатної чисельності.

## Історія
Створена 20 квітня 1957 року, як 14-та гвардійська мотострілецька дивізія на основі 14-ї гвардійської механізованої дивізії у місті Ютербог, Східна Німеччина.
У квітні 1958 року 236-й гвардійський мотострілецький полк був переданий до складу 82-ї мотострілецької дивізії, та заміщений на 69-й мотострілецький полк, з тієї ж дивізії.
У 1961 році створено 640-й окремий ракетний дивізіон.
Від 19 лютого 1962 року створено 19-й окремий ремонтно-відновлюваний батальйон.
У травні 1962 року створено 17-й окремий танковий батальйон.
У 1968 році 148-й окремий гвардійський саперний батальйон був переформований на 148-й окремий гвардійський інженерно-саперний батальйон, також створений 466-й окремий протитанковий артилерійський дивізіон.
У 1975 році 330-й танковий полк успадкував традиції, почесті та нагороди 343-го гвардійського танкового полку, та був перейменований на 343-й гвардійський танковий полк.
У 1980 році 723-й окремий моторизований транспортний батальйон був переформований на 90-й окремий батальйон матеріального забезпечення, та 18-та окрема реактивна артилерійська батарея була включена до складу артилерійського полку.
Від 14 вересня 1982 року реорганізована як танкова дивізія, та перейменована на 32-гу гвардійську танкову дивізію:
- 216-й гвардійський мотострілецький полк був переформований на 287-й гвардійський танковий полк
- 223-й гвардійський мотострілецький полк був переформований на 288-й гвардійський танковий полк

Від 28 серпня 1988 року розформований 640-й окремий ракетний дивізіон, та включений до складу нової 464-ї ракетної бригади.
У травні 1989 році 69-й мотострілецький полк був переданий до складу 35-ї мотострілецької дивізії, та 1009-й зенітний ракетний полк був переданий до складу 47-ї гвардійської танкової дивізії.
Розформована в червні 1989 році.

## Структура
Протягом історії з'єднання його структура та склад неодноразово змінювались.

### 1960
- 69-й мотострілецький полк (Вюнсдорф, Східна Німеччина)
- 216-й гвардійський мотострілецький полк (Ютербог, Східна Німеччина)
- 223-й гвардійський мотострілецький полк (Ютербог, Східна Німеччина)
- 330-й танковий полк (Ютербог, Східна Німеччина)
- 469-й гвардійський артилерійський полк (Ютербог, Східна Німеччина)
- 1009-й зенітний артилерійський полк (Ютербог, Східна Німеччина)
- 32-й окремий розвідувальний батальйон (Ютербог, Східна Німеччина)
- 148-й окремий гвардійський саперний батальйон (Ютербог, Східна Німеччина)
- 211-й окремий гвардійський батальйон зв'язку (Ютербог, Східна Німеччина)
- 22-га окрема рота хімічного захисту (Ютербог, Східна Німеччина)
- 636-й окремий санітарно-медичний батальйон (Ютербог, Східна Німеччина)
- 723-й окремий моторизований транспортний батальйон (Ютербог, Східна Німеччина)

### 1970
- 69-й мотострілецький полк (Вюнсдорф, Східна Німеччина)
- 216-й гвардійський мотострілецький полк (Ютербог, Східна Німеччина)
- 223-й гвардійський мотострілецький полк (Ютербог, Східна Німеччина)
- 330-й танковий полк (Ютербог, Східна Німеччина)
- 469-й гвардійський артилерійський полк (Ютербог, Східна Німеччина)
- 1009-й зенітний артилерійський полк (Ютербог, Східна Німеччина)
- 17-й окремий танковий батальйон (Ютербог, Східна Німеччина)
- 640-й окремий ракетний дивізіон (Ютербог, Східна Німеччина)
- 466-й окремий протитанковий артилерійський дивізіон (Ютербог, Східна Німеччина)
- 18-та окрема реактивна артилерійська батарея (Ютербог, Східна Німеччина)
- 32-й окремий розвідувальний батальйон (Ютербог, Східна Німеччина)
- 148-й окремий гвардійський інженерно-саперний батальйон (Ютербог, Східна Німеччина)
- 211-й окремий гвардійський батальйон зв'язку (Ютербог, Східна Німеччина)
- 22-га окрема рота хімічного захисту (Ютербог, Східна Німеччина)
- 19-й окремий ремонтно-відновлюваний батальйон (Ютербог, Східна Німеччина)
- 636-й окремий санітарно-медичний батальйон (Ютербог, Східна Німеччина)
- 723-й окремий моторизований транспортний батальйон (Ютербог, Східна Німеччина)

### 1980
- 69-й мотострілецький полк (Вюнсдорф, Східна Німеччина)
- 216-й гвардійський мотострілецький полк (Ютербог, Східна Німеччина)
- 223-й гвардійський мотострілецький полк (Ютербог, Східна Німеччина)
- 343-й гвардійський танковий полк (Ютербог, Східна Німеччина)
- 469-й гвардійський артилерійський полк (Ютербог, Східна Німеччина)
- 1009-й зенітний ракетний полк (Ютербог, Східна Німеччина)
- 17-й окремий танковий батальйон (Ютербог, Східна Німеччина)
- 640-й окремий ракетний дивізіон (Ютербог, Східна Німеччина)
- 466-й окремий протитанковий артилерійський дивізіон (Ютербог, Східна Німеччина)
- 32-й окремий розвідувальний батальйон (Ютербог, Східна Німеччина)
- 148-й окремий гвардійський інженерно-саперний батальйон (Ютербог, Східна Німеччина)
- 211-й окремий гвардійський батальйон зв'язку (Ютербог, Східна Німеччина)
- 22-га окрема рота хімічного захисту (Ютербог, Східна Німеччина)
- 19-й окремий ремонтно-відновлюваний батальйон (Ютербог, Східна Німеччина) - 1982 до Форст-Зінна
- 636-й окремий медичний батальйон (Ютербог, Східна Німеччина)
- 90-й окремий батальйон матеріального забезпечення (Ютербог, Східна Німеччина)

### 1988
- 287-й гвардійський танковий полк (Ютербог, Східна Німеччина)
- 288-й гвардійський танковий полк (Ютербог, Східна Німеччина)
- 343-й гвардійський танковий полк (Ютербог, Східна Німеччина)
- 69-й мотострілецький полк (Вюнсдорф, Східна Німеччина)
- 469-й гвардійський артилерійський полк (Ютербог, Східна Німеччина)
- 1009-й зенітний ракетний полк (Ютербог, Східна Німеччина)
- 17-й окремий танковий батальйон (Ютербог, Східна Німеччина)
- 640-й окремий ракетний дивізіон (Ютербог, Східна Німеччина)
- 466-й окремий протитанковий артилерійський дивізіон (Ютербог, Східна Німеччина)
- 32-й окремий розвідувальний батальйон (Ютербог, Східна Німеччина)
- 148-й окремий гвардійський інженерно-саперний батальйон (Ютербог, Східна Німеччина)
- 211-й окремий гвардійський батальйон зв'язку (Ютербог, Східна Німеччина)
- 22-га окрема рота хімічного захисту (Ютербог, Східна Німеччина)
- 19-й окремий ремонтно-відновлюваний батальйон (Форст-Зінна, Східна Німеччина)
- 636-й окремий медичний батальйон (Ютербог, Східна Німеччина)
- 90-й окремий батальйон матеріального забезпечення (Ютербог, Східна Німеччина)

## Розташування
- Дивізійний штаб (Ютербог): 51 59 57N, 13 03 32E
- Ютербозькі казарми (Fuchsberge Kaserne) [визначення США: Jüterbog Army Barracks 201]: 52 00 11N, 13 04 21E (Дивізійний штаб, 148-й окремий гвардійський інженерно-саперний батальйон, 211-й окремий гвардійський батальйон зв'язку, 636-й окремий медичний батальйон та 90-й окремий батальйон матеріального забезпечення)
- Ютербозькі казарми (Lager II) [визначення США: Jüterbog Army Barracks 202]: 52 00 03N, 13 02 50E (288-й гвардійський танковий полк, 343-й гвардійський танковий полк, 32-й окремий розвідувальний батальйон, 17-й окремий танковий батальйон та 19-й окремий ремонтно-відновлюваний батальйон)
- Ютербозькі казарми (Altes Lager) [визначення США: Jüterbog Army Barracks 205]: 52 00 59N, 12 59 39E (287-й гвардійський танковий полк, 469-й гвардійський артилерійський полк, 1009-й зенітний ракетний полк, 640-й окремий ракетний дивізіон, 466-й окремий протитанковий артилерійський дивізіон та 18-та окрема реактивна артилерійська батарея)
- Ютербозькі казарми (Zinna) [визначення США: Jüterbog Army Barracks 207]: 52 003 07N, 13 06 48E (19-й окремий ремонтно-відновлюваний батальйон)
- Вюнсдорфські казарми (Neue Kaserne) [визначення США: Wünsdorf Army Barracks 214]: 52 11 08N, 13 28 15E (69-й мотострілецький полк)

## Оснащення
- 1974: 255 Т-54/55
- 1979: Т-64 (всі ТП), Т-55 (69 МСП), 122-мм 2С1 «Гвоздика» (69 МСП), 152-мм 2С3 «Акація» (артилерійський план), 9К33 «Оса» (зенітний полк), SA-9 (69 МСП)
- 12.85: 9500 ос, 219 Т-64А, 30 Т-64Б, 158 БМП-1, 75 БМП-2, 24 БТР-60, 54 122-мм 2С1 «Гвоздика», 18 122-мм Д-30, 36 152-мм 2С3 «Акація»